# Mädchenbande
Mädchenbande (Originaltitel: Bande de filles, oder auch Girlhood) ist ein französisches Filmdrama von Céline Sciamma aus dem Jahr 2014.

## Handlung
Die 16-jährige Marieme wohnt mit ihren beiden jüngeren Schwestern und ihrem älteren Bruder Djibril in einer kleinen Wohnung in einem Hochhaus in der Banlieue von Paris. Ihre Mutter arbeitet als Putzfrau, einen Vater gibt es nicht. Marieme wird die weiterbildende Schule aufgrund ihrer schlechten Leistungen nicht besuchen können, sodass die Lehrerin ihr eine Ausbildung empfiehlt. Marieme ist niedergeschlagen und wütend. In der Situation trifft sie auf die Dreier-Mädchengang Lady, Fily und Adiatou, die die ruhige Marieme als viertes Gruppenmitglied aufnehmen. Marieme integriert sich schnell, trägt von nun an ein Klappmesser mit sich, erpresst Geld von Schülern und stiehlt mit der Gruppe Kleider, die sie auf einer kleinen Hotelzimmerparty trägt. Lady, die Anführerin der Gruppe, schenkt ihr eine Kette mit der Inschrift „Vic“ für „Victoire“. Das Hochgefühl in der Gruppe verlässt Marieme, sobald sie zu Hause ist. Hier hat ihr Bruder das Sagen, der seine älteste Schwester kontrolliert und stets auf den Ruf der Familie bedacht ist. Daher gesteht Marieme ihm auch nicht, dass sie sich in seinen besten Freund Ismaël verliebt hat.
Bei den Mädchengangs der Gegend gibt es Streit und so stellt sich Lady eines Tages der Anführerin einer anderen Gang, die Lügen über sie verbreitet hat. Lady unterliegt im Zweikampf; Bilder von ihr am Boden, als Oberteil nur noch einen BH tragend, verbreiten sich schnell und führen zur Demütigung der ganzen Gruppe. Lady werden von ihrem Vater zur Strafe die Haare abgeschnitten. Marieme organisiert einen eigenen Zweikampf mit der anderen, um Lady zu rächen, und gewinnt. Lady meint, dass Marieme den Kampf auch für sich selbst ausgefochten habe. Marieme setzt durch, dass sie nicht wie sie als Putzfrau arbeiten muss. Zudem vertieft sie ihre Beziehung zu Ismaël, mit dem sie in einer Nacht schließlich schläft.
Als Marieme eines Tages mit ihrer Gruppe unterwegs ist, sieht sie, wie ihre kleine Schwester mit anderen Mädchen eine junge Frau ausrauben will. Sie ist ernüchtert und fährt mit ihr heim. Zuhause erwartet sie wiederum ihr Bruder, der von ihrem Verhältnis zu Ismaël erfahren hat und sie zusammenschlägt. Sie flüchtet sich in ein Café, wo Drogenhändler und Zuhälter Abou auf sie aufmerksam wird. Sie willigt ein, für ihn als Drogenkurier zu arbeiten. Im Gegenzug organisiert er ihr eine eigene Wohnung in einem entfernten Stadtviertel. Die Bedenken ihrer Freundinnen schlägt sie in den Wind, sodass es zum Bruch zwischen ihr und der Clique kommt. Den Kontakt zu Ismaël hält sie jedoch aufrecht, doch ist er über ihr neues Leben irritiert: Marieme kleidet sich wie ein Junge, schneidet sich die Haare kurz und bindet sich die Brust ab. Als Marieme auf einer Feier von Abou bedrängt wird, flieht sie. Sie geht zu Ismaël, der sich für sein Verhalten entschuldigt und ihr einen Heiratsantrag macht, da sie so ihre Ehre wiedererhalte und als „gutes Mädchen“ gelte. Marieme lehnt den Antrag ab, da sie kein Leben als gutes Mädchen führen will. Sie begibt sich zum Hochhaus, in dem ihre Familie wohnt, traut sich jedoch nicht, das Haus zu betreten. Sie beginnt zu weinen. Kurze Zeit später hat sie sich beruhigt und läuft mit entschlossenem Gesichtsausdruck los.

## Produktion

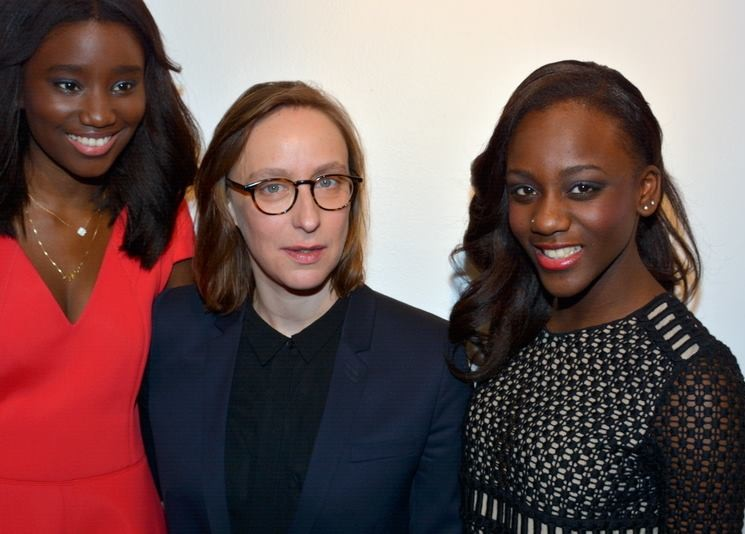
Karidja Touré, Céline Sciamma und Assa Sylla (v. l. n. r.) auf der Verleihung des Prix Lumières 2015

Bande de filles war der dritte Langfilm, den Céline Sciamma als Regisseurin umsetzte. Zum Thema inspiriert wurde sie durch Teenagergruppen, die sie häufig in der Métro und in Einkaufszentren sah. Sie beschäftigte sich näher mit ihrem Leben und las unter anderem Blogs, die die jungen Frauen führten. Über vier Monate suchte sie schließlich nach Darstellerinnen für ihren Film. Für alle Hauptdarstellerinnen war es die erste Filmrolle. Gedreht wurde unter anderem in der Cité de la Noue in Bagnolet, im Quartier des Halles und im Viertel La Défense unweit des Grande Arche. Die Kostüme schuf Céline Sciamma, die Filmbauten stammen von Thomas Grézaud.
Bande de filles erlebte am 15. Mai 2014 auf den Internationalen Filmfestspielen von Cannes im Rahmen der Quinzaine des réalisateurs seine Premiere. Er lief am 22. Oktober 2014 in den französischen Kinos an, wo er von mehr als 300.000 Zuschauern gesehen wurde. In Deutschland kam der Film am 26. Februar 2015 in die Kinos und erschien im September 2015 im Originalton mit Untertiteln auf DVD.

## Kritik
Der Film „übt keine Sozialkritik“, konstatierte die Frankfurter Rundschau. Man spüre stattdessen, „wie fasziniert die Regisseurin von der Ästhetik der jungen Frauen ist, ihren Posen, ihrem Charisma, der Wärme zwischen ihnen. Céline Sciamma hat eine Coming-of-Age-Geschichte gedreht, die ein realistisches Porträt dieser jungen Frauen zeichnet.“ Der Film sei „kein Sozialdrama, sondern ein kunstvoll inszenierter Film über Individualität“, befand auch Die Zeit.

## Auszeichnungen (Auswahl)
Auf den Internationalen Filmfestspielen von Cannes lief Bande de filles 2014 im Wettbewerb um die Queer Palm. Der Film gewann auf dem Internationalen Filmfestival von Stockholm das Bronzene Pferd für den besten Film und ein Aluminiumpferd für die beste Kamera.
Der Film wurde 2015 für einen British Independent Film Award als Bester ausländischer Independent-Film nominiert. Zudem war er für vier Césars nominiert: in den Kategorien Beste Regie, Beste Nachwuchsdarstellerin (Karidja Touré), Bester Ton (Pierre André, Daniel Sobrino) und Beste Filmmusik. Der Film erhielt drei Nominierungen für einen Prix Lumière (Bester Film, Beste Regie, Beste Nachwuchsdarstellerin).
Bei den Black Reel Awards 2016 wurde Bande de filles als bester ausländischer Film ausgezeichnet. Karidja Touré und Assa Sylla wurden in Darstellerkategorien nominiert.